# Cassa Sacra

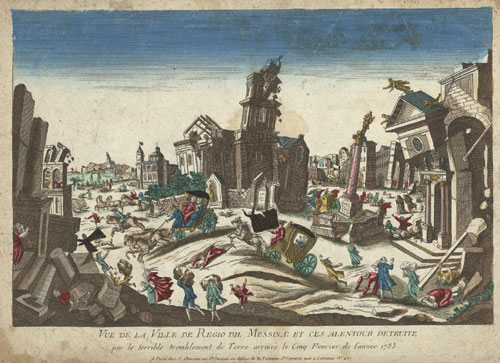
Aardbeving van 1783

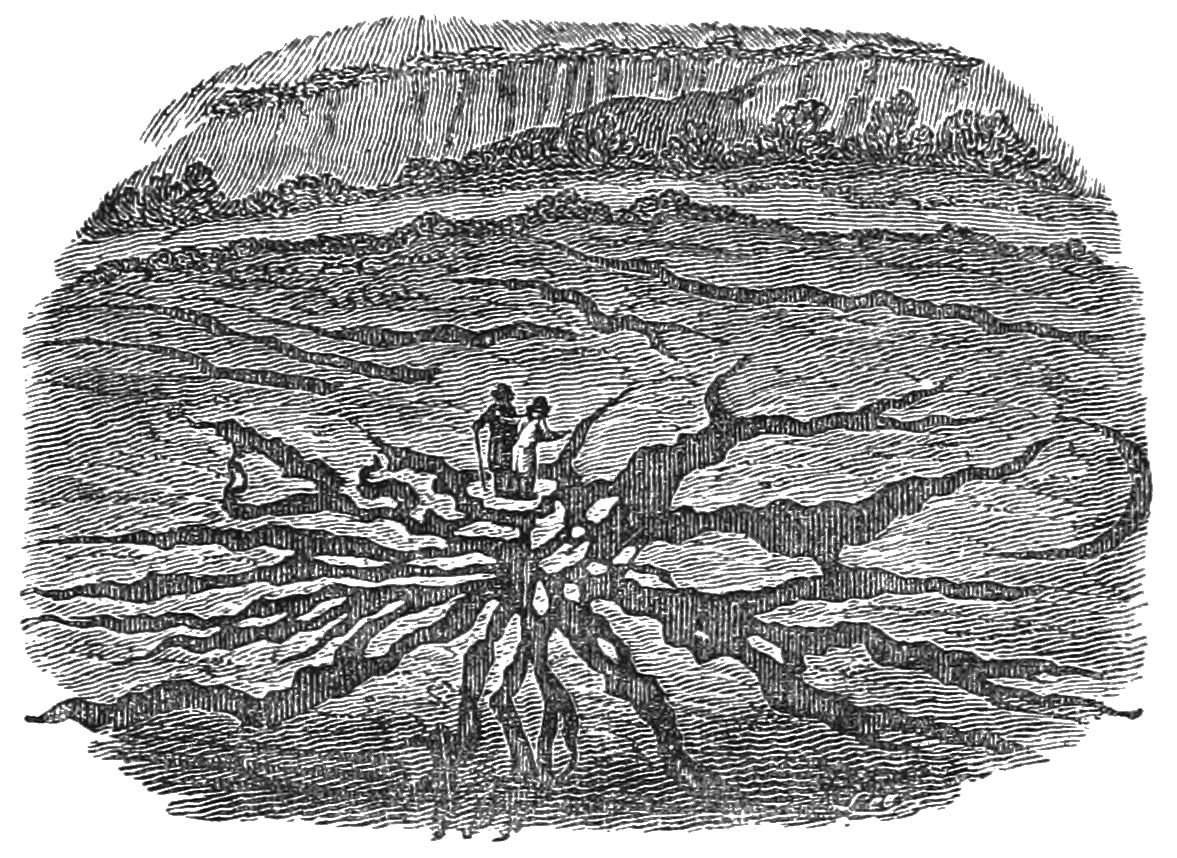
Splijting in de aardbodem

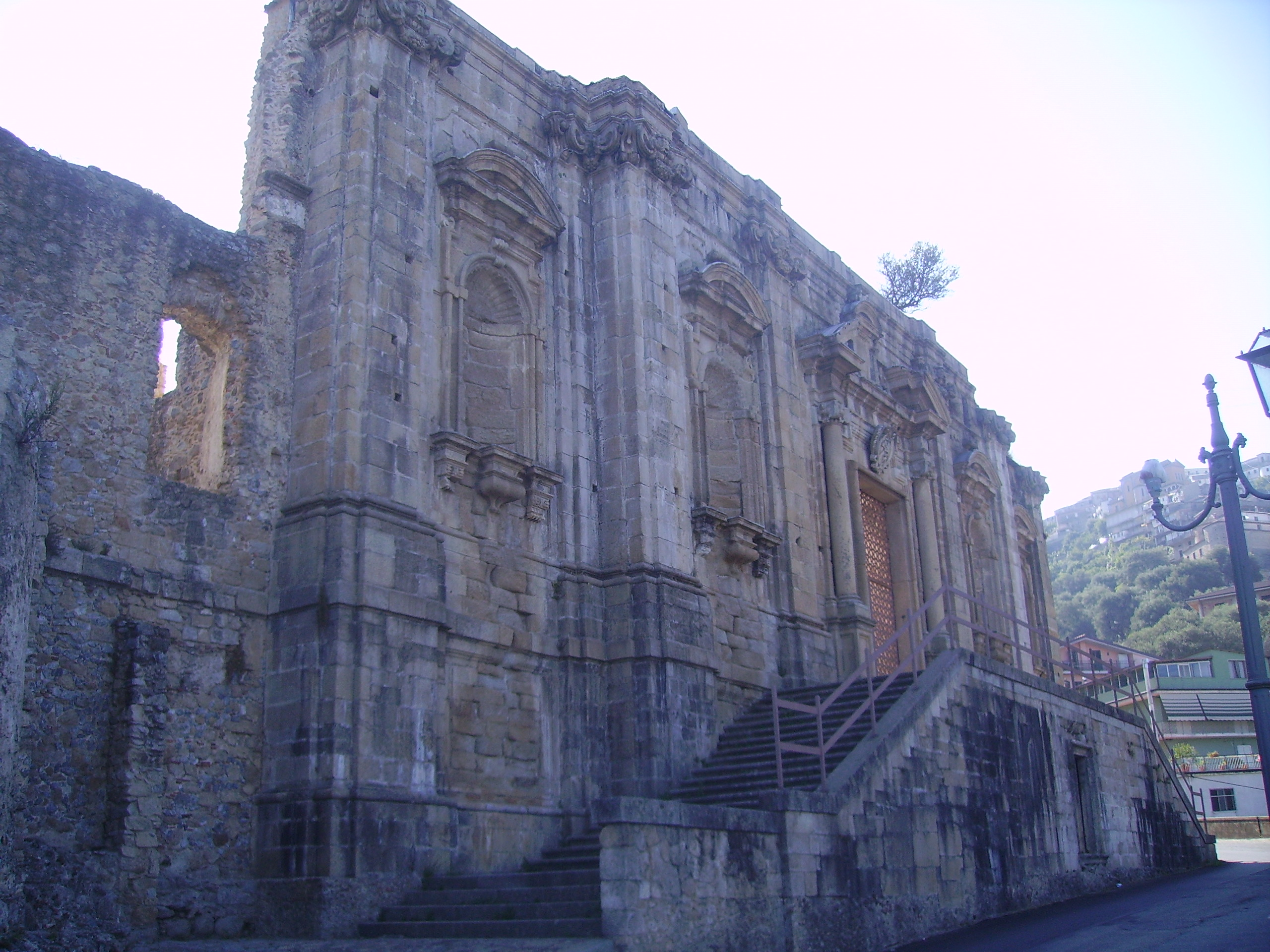
Kerk van Soriano Calabro, nooit meer heropgebouwd

De Cassa Sacra  was een junta (1784 tot 1796) opgericht op bevel van Ferdinand IV, koning van Napels en Sicilië. De junta was bevoegd voor de provincie Calabria Ulterior, een provincie van het koninkrijk Napels. 

## Naam
De naam betekent letterlijk Heilige Kassa of Koffer, want de junta functioneerde met geconfisqueerd geld van de Rooms-Katholieke Kerk.

## Historiek
Op 5 februari 1783 kenden Calabrië en Sicilië een ernstige aardbeving, de ergste in eeuwen tijd. Deze aardbeving wordt ook wel de aardbeving van Messina genoemd, naar het epicentrum. Grote delen van de infrastructuur waren verwoest. Koning Ferdinand had fondsen nodig voor grootschalige werken van wederopbouw in Zuid-Calabrië. Het ging om bouwconstructies van huizen, waterputten, bruggen en wegen. 
Bij koninklijk bevel liet Ferdinand IV alle fondsen van de Rooms-Katholieke Kerk in Calabria Ulterior aanslaan, met onmiddellijke ingang. Dit sloeg op het zuidelijk deel van Calabrië, namelijk het gebied ten zuiden van de rivier Neto; in oorsprong ging het om het Griekstalig Calabrië. Ten noorden van de provincie lag Calabria Citerior, of het in oorsprong Latijnstalig noorden van Calabrië; in Noord-Calabrië vonden geen confiscaties plaats van kerkelijke goederen. Dit deed Ferdinand IV evenmin in het getroffen Sicilië.
In Calabria Ulterior, met als hoofdstad Catanzaro, bestuurde de Cassa Sacra de provincie en beheerde zij als overheidsinstelling de aangeslagen kerkelijke fondsen. Zo kon de Cassa Sacra Zuid-Calabrië herbouwen, over verloop van twaalf jaren. De Cassa Sacra bestond van 4 juni 1784 tot 30 januari 1796. Al in het eerste jaar van haar bestaan werd de Cassa Sacra ontdubbeld: een junta deed de heropbouw en een tweede junta hield zich bezig met de processen waarmee de Katholieke Kerk het koninklijk decreet aanvocht.